# Lucien Nat
Lucien Nat   (16è districte de París, 11 de gener de 1895 - Clichy, 23 de juliol de 1972) va ser un actor teatral, cinematogràfic i televisiu francès.
Nascut a París, França, el seu nom complet era Lucien Maurice Natte. Va actuar al cinema des de 1932 fins a 1965, i en la televisió entre 1959 i 1972. Lucien Nat va morir en Clichy, França, en 1972, i va ser enterrat en Chamarande.